# Томас Пеннант
Томас Пеннант (англ. Thomas Pennant — валійський натураліст, орнітолог, зоолог та антиквар.

## Біографія
Томас пеннант народився у валлійській дворянській родині, яка володіла великим маєтком у Біхтоні. У 1724 році батько Давид Пеннант прийняв від кузена також сусіднє майно в Даунінзі. Початкову освіту Томас отримав у гімназії в Рексемі. У 1744 році він поступив до Королівського коледжу в Оксфорд, але потім змінити його на коледж Oriel (коледж Оксфордського університету). Як і багато студентів із заможних сімей він покинув коледж в 1771 році без диплома. Томас Пеннант розповідав пізніше, що у віці дванадцяти років він відчув своє покликання натураліста, яке посилилося не в останню чергу завдяки книзі орнітолога Френсіса Віллобі. Він подорожував по всьому світу з різними зоологами, такими як Вільям Борлейз, і допомагав їм у дослідженнях. У 1757 році за клопотанням Карла Ліннея Томаса прийняли до Королівського товариства наук в Уппсалі. У 1766 році він опублікував першу частину своєї книги «British Zoology». Під час цієї роботи він мандрував європейським континентом і познайомився з Жоржем-Луї Леклерк де Бюффоном, Вольтером, Альбрехтом фон Галлером і Петером Симоном Палласом.

## Праці
- British Zoology. 1766
- Synopsis of Quadrupeds. 1771
- Genera of birds. 1773, Online
- Tour in Wales. 1 778
- Journey to Snowdon I. & II. 1781 & 1 783
- Journey from Chester to London. 1782
- Arctic Zoology. 1785—1787
- Account of London. 1790
- Literary Life of the late T. Pennant. 1793
- The Natural History and Antiquities of Selborne. 1793 (разом з Гілбертом Вайтом)
- Outlines of the Globe I., II., III. & IV. — 1798 & 1790